# Eugène d'Olmen de Poederlé
Eugène d'Olmen de Poederlé, né le 20 septembre 1742 à Bruxelles et mort le 18 août 1813 à Saintes, est un botaniste et agronome belge.

## Œuvres
- Manuel de l'arboriste et du forestier, Bruxelles et Paris, Valade, 1774. Rééd. Bruxelles, Emmanuel Flon, 1788 (lire en ligne sur Gallica) et 1792.